# Brachymeria aculeata
Brachymeria aculeata är en stekelart som först beskrevs av Walker 1862.  Brachymeria aculeata ingår i släktet Brachymeria och familjen bredlårsteklar. Inga underarter finns listade.